# Flex (Division Alpha)
Pour les articles homonymes, voir Flex.
Flex est un super-héros appartenant à l'Univers Marvel, apparu pour la première fois en 1998, dans Alpha Flight v2 #1, créé par Steven T. Seagle et Anthony Winn. C'est un mutant ayant fait partie de la Division Alpha.

## Origine
Adrian et son demi-frère Jared (Radius) furent élevés à l'Orphelinat, une base du Département H. Adrian était un garçon timide et effacé. Les deux jeunes hommes furent recrutés pour faire partie de la Division Alpha. Ils combattirent le Zodiaque et quelques autres adversaires, comme Jeremy Clarke…
Il fut par la suite transféré dans la Division Bêta.

## Pouvoirs
- Flex est un mutant qui peut transformer ses membres en lames de métal organique. Ces lames sont assez solides pour supporter le poids de 15 personnes. Elles résistent aux laser et aux armes à feu.